# Herm, Landes

Herm este o comună în departamentul Landes din sud-vestul Franței. În 2009 avea o populație de 1.023 de locuitori.

## Evoluția populației
| An        | 1975 | 1982 | 1990 | 1999 | 2006 | 2009  |
| --------- | ---- | ---- | ---- | ---- | ---- | ----- |
| Populație | 595  | 617  | 694  | 783  | 968  | 1.023 |